# Пилипчук, Пётр Филиппович
Пётр Филиппович Пилипчук (укр. Петро Пилипович Пилипчук; 13 октября 1947, село Тернавка, Изяславский район, Хмельницкая область — 18 декабря 2022) — советский и украинский юрист. Председатель Верховного суда Украины (23 декабря 2011 — 18 апреля 2013).

## Награды
Пётр Филиппович был удостоен следующих наград:
- Орден князя Ярослава Мудрого V степени (27 июня 2013) — «за значительный личный вклад в государственное строительство, социально-экономическое, научно-техническое, культурно-образовательное развитие Украины, высокие трудовые достижения и высокий профессионализм»[2];
- Орден «За заслуги» I степени (20 января 2010) — «за весомый личный вклад в консолидацию украинского общества, построение демократического, социального и правового государства и по случаю Дня Соборности Украины»[3];
- Орден «За заслуги» II степени (4 октября 2007) — «за весомы личный вклад в реализацию государственной правовой политики, укреплении законности и правопорядка, высокий профессионализм в защите прав и свобод граждан и по случаю Дня юриста»[4];
- Орден «За заслуги» III степени (15 декабря 2005) — «за весомый личный вклад в развитие судебной системы Украины, укрепление законности и правопорядка, высокий профессионализм в защите конституционных прав и свобод граждан»[5];
- Заслуженный юрист Украины (12 декабря 1995) — «за личные заслуги в осуществлении правосудия, значительный вклад в обеспечение защиты прав и свобод граждан»[6];
- Почётная грамота Верховной рады Украины (октябрь 2010)[7].